# La reina del miedo
La reina del miedo (bra: A Rainha do Medo) é um filme de drama argentino de 2018 dirigido e escrito por Valeria Bertuccelli e Fabiana Tiscornia. Estrelado por Bertuccelli, estreou no Festival Sundance de Cinema em 21 de janeiro de 2018.

## Elenco
- Valeria Bertuccelli como Robertina
- Diego Velázquez como Lisandro
- Sary López como Elisa
- Mercedes Scápola como a depiladora
- Gabriel Goity como Alberto
- Darío Grandinetti como Marido de Robertina
- Marta Lubos como Vivian
- Mario Alarcón como Ángel